# 1978 w sztukach plastycznych
Wydarzenia w sztukach plastycznych i wizualnych w 1978 roku.

## Wydarzenia
- Janusz Zagrodzki otworzył w Łodzi autorską Galerię Ślad.
- W Łodzi Józef Robakowski powołał do życia autorską Galerię Wymiany.
- Odbyły się XVI Międzynarodowe Spotkania Artystów, Naukowców i Teoretyków Sztuki w Osiekach.

## Malarstwo
- Marc Chagall

Jan – witraż
Marek i Mateusz – witraż
- Hans Rudolf Giger

Illuminatus I – akryl na papierze, 100x70 cm
Vlad Tepes – akryl na papierze/drewnie, 200x140 cm
Pilot w kokpicie wraku Obcego – akryl na papierze, 100x140 cm
- Edward Dwurnik

Ktoś umarł, z cyklu "Sportowcy" – akryl i olej na płótnie, 146x114 cm

## Plakat
- Jan Młodożeniec

plakat do filmu New York, New York – format A1
plakat do filmu Powrót do domu – format B1
plakat do filmu Kuzynka Angelica – format A1
- Franciszek Starowieyski

plakat do sztuki teatralnej Oni – format B1
plakat do sztuki teatralnej Białe małżeństwo – format B1
plakat do filmu Bilet powrotny – format B1
plakat do sztuki teatralnej Białe małżeństwo – format B1
plakat do sztuki teatralnej Weisse Ehe – format A1
plakat do sztuki teatralnej Trzema krzyżykami – format A1

## Wideo
- KwieKulik

Zaduszki – Super 8, 9 min. 57 s.

## Instalacja
- Koji Kamoji

Teren – w kolekcji MOCAK

## Nagrody
- Nagroda im. Jana Cybisa – Jan Berdyszak
- World Press Photo – Leslie Hammond[16]
- 7. Międzynarodowe Biennale Plakatu[17]

Złoty medal w kategorii plakatów ideowych – Jan Sawka
Złoty medal w kategorii plakatów promujących kulturę – Holger Matthies
Złoty medal w kategorii plakatów reklamowych – Shigeki Miyama

## Urodzeni
- Angelika Fojtuch – polska performerka
- Alicja Karska – fotografka, autorka instalacji i wideo
- Paweł Kula – polski fotograf

## Zmarli
- Duncan Grant (ur. 1885), brytyjski malarz
- Stefan Policiński (ur. 1898), polski rzeźbiarz
- Jan Czosnecki (ur. 1906), polski rzeźbiarz
- 15 stycznia – Teofil Ociepka (ur. 1891), polski malarz
- 11 lutego – Harry Martinson (ur. 1904), szwedzki malarz
- 13 marca – Jan Chryzostom Ciemniewski (ur. 1908), polski malarz
- 31 maja – Hannah Höch (ur. 1889), niemiecka artystka awangardowa
- 8 listopada – Norman Rockwell (ur. 1894), amerykański malarz i ilustrator
- 20 listopada – Giorgio de Chirico (ur. 1888), włoski malarz